# Alisa Asit'ashvili
Alisa Asit'ashvili (in georgiano ალისა ასიტაშვილი?; 14 aprile 1932 – 8 agosto 2015) è stata una cestista sovietica.

## Carriera
Con l'Unione Sovietica ha disputato due edizioni dei Campionati europei (1954, 1956).